# Our (reka)
Our [u:r] je 78 km dolga reka, ki teče po ozemlju Belgije, Luksemburga in Nemčije in je eden od pritokov reke Sauer/Sûre.